# Tre Deckare löser Död mans gåta
Alfred Hitchcock och Tre Deckare löser Död mans gåta (originaltitel Alfred Hitchcock and the Three Investigators in The Mystery of The Dead Man's Riddle) är den tjugoandra (i Sverige dock fyrtioandra) delen i den fristående Tre deckare-serien. Boken är skriven av William Arden 1974 och utgiven på svenska 1988 av B. Wahlströms bokförlag med översättning av Lisbet Kickham. Att det dröjde så pass länge innan boken översattes till svenska beror förmodligen på att den var svår att översätta eftersom den innehåller många ordgåtor.